# ألبرت باتيرغازيف
ألبرت خانبولاتوفيتش باتيرغازيف (بالروسية: Альберт Ханбулатович Батыргазиев ؛ من مواليد 23 يونيو 1998) ملاكم روسي محترف في وزن الريشة وفاز بميدالية ذهبية في دورة الألعاب الأولمبية الصيفية 2020.